# Ildefonso de Oliveira Caldeira Brant

Armas do visconde de Jericinó, as mesmas das famílias Brant (modificadas), Oliveira, Horta e Caldeira.

Ildefonso de Oliveira Caldeira Brant, primeiro e único visconde de Jericinó, (Província de Minas Gerais, 1774 — Rio de Janeiro, 24 de abril de 1829) foi um nobre brasileiro.
Filho de Gregório Caldeira Brant e de Ana Francisca Joaquina de Oliveira Horta. Foi amante de Ana Morais de Castro, herdeira de vasta quantidade de terras, apelidada de Senhora de Bangu, a qual ao morrer deixou suas propriedades de herança para Ildefonso ao lugar de seu marido, barão de Piraquara. Era irmão de Felisberto Caldeira Brant Pontes de Oliveira Horta, o marquês de Barbacena.
Agraciado visconde em 1826, era comendador da Imperial Ordem de Cristo. Faleceu solteiro.